# The Sims: House Party
The Sims: House Party је други додатак популарне игре симулације живота The Sims. Изашао је 28. марта 2001. године, на светско тржиште. Тема овог додатка су забаве које се могу организовати у домовима Симса.

## Нови објекти
- (Угоститељски столови)
- (Плешећи подијуми)
- (Тематски барови)
- (Грамофони)
- (Камини) - Камин је нов објекат, који се прислања уза зид, док у њему гори ватра. Понекад, ако камин стално гори, може да дође до великог пожара.
- (Логорска ватра) - Налази се у buy мениу, и можете је поставити на било које место у дворишту.
- (Ди-Џеј кабина)

## Нове (неигриве) креатуре
- Dancers (Плесачи): Уколико купите торту за прославе из buy мениjа, из ње ће изаћи плесачи, заједно и мушки и женски. Међутим, уколико се у кући налази дете, из торте ће изаћи горила. Плесачи воле да флертују са вашим Симовима, без обзира да ли су они слободни или венчани.

- : Човек који се појављује уколико је журка добра. Он се враћа својој кући лимузином.

- (Духови): Ако један обдарени Сим исприча осталима неку причу крај камина, може се појавити дух.

- (Пантомимичар): Уколико је журка лоша, појављује се пантомимичар не би ли мало подигао добро расположење. Добро мотрите на њега, јер неретко може да украде неки намештај из куће.

- (Угоститељ): Можете га унајмити уколико вам треба помоћ у услуживању гостију храном и пићем, за време забаве.

## Нове теме за градњу
- (Салони западне земље)
- (Хавајски Таки)- асортиман нових предмета и намештаја у стилу егзотичних Хаваја.
- (Електронски рејв)

## Остале новине
- (Кућна забава) - Симси могу позвати велики број пријатеља у њихов дом, где се организује прева забава.
- Нови музички жанрови као што је Реп, Техно, Кантри, Бич и Диско.
- Нов асортиман одела у Create-A-Family менију.
- Већи број комшилука